# ۳۵۳ (قمری)
۳۵۳ (قمری)، سیصد و پنجاه و سومین سال در گاهشماری هجری قمری است. اول محرم این سال برابر با بیست و چهارم ژانویه سال ۹۶۴ میلادی است.